# Eric (película)
Eric es una película del género drama de 1975, dirigida por James Goldstone, escrita por Nigel McKeand y Carol Evan McKeand, está basada en libro Eric de Doris Lund, musicalizada por Dave Grusin, en la fotografía estuvo Terry K. Meade y los protagonistas son Patricia Neal, Claude Akins y Sian Barbara Allen, entre otros. El filme fue realizado por Hallmark Hall of Fame Productions y Lorimar Productions, se estrenó el 10 de noviembre de 1975.

## Sinopsis
Este largometraje trata sobre un joven atlético, al tanto del estado de su afección terminal, pero que no va a darse por vencido.